# Londinium
Londinium, znan tudi kot Rimski London, je bil glavno mesto Rimske Britanije večino obdobja rimske vladavine. Večina zgodovinarjev 21. stoletja meni, da je bila to prvotno naselbina, ustanovljena kmalu po Klavdijevi invaziji na Britanijo, na sedanji lokaciji City of London okoli leta 47–50 našega štetja, vendar nekateri zagovarjajo starejše mnenje, da je mesto nastalo v obrambnem ograjenem prostoru, zgrajenem med Klavdijevo invazijo leta 43 našega štetja. Njegova najzgodnejša varno datirana zgradba je leseni odtok iz leta 47 našega štetja. Ležal je ob ključnem prehodu ob reki Temzi, ki je mesto spremenil v cestno povezavo in glavno pristanišče (ki je bilo zgrajeno med letoma 49 in 52 n. š.), ki je služilo kot glavno trgovsko središče v Rimski Britaniji do njegove opustitve v 5. stoletja.
Po ustanovitvi mesta sredi 1. stoletja je zgodnji Londinium zasedal razmeroma majhno območje 1,4 km², kar je približno polovica površine sodobnega londonskega Cityja in enako velikosti današnjega Hyde Parka. Leta 60 ali 61 našega štetja je upor Icenov pod Boudico prisilil rimske sile, da so zapustile naselje, ki je bilo nato uničeno. Po porazu Boudike s strani rimskega guvernerja Gaiusa Suetoniusa Paulinusa je bila ustanovljena vojaška uprava in mesto je bilo obnovljeno. Verjetno si je v približno desetletju v veliki meri opomoglo. V poznejših desetletjih 1. stoletja se je Londinium hitro širil in postal največje britansko mesto ter imel velike javne stavbe, kot sta forum in amfiteater. Do 2. stoletja je Londinium narasel na morda 30.000 ali 60.000 ljudi, skoraj zagotovo je nadomestil Camulodunum (Colchester) kot glavno mesto province; do sredine 2. stoletja je bil Londinium na vrhuncu. Njegova forumska bazilika je bila ena največjih stavb severno od Alp, ko je cesar Hadrijan leta 122 obiskal Londinium. Izkopavanja so odkrila dokaze o velikem požaru, ki je kmalu zatem uničil večji del mesta, vendar je bilo mesto znova obnovljeno. Do druge polovice 2. stoletja se zdi, da se je Londinium zmanjšal tako po velikosti kot po številu prebivalcev.
Čeprav je Londinium ostal pomemben do konca rimskega obdobja, nadaljnje širitve ni bilo. Produkt komunalnih gospodinjskih odpadkov, gnoja, keramičnih ploščic in nekmetijskih ostankov poselitve naselbin, ki so se stoletja kopičili relativno nemoteno. Nekaj časa med letoma 190 in 225 so Rimljani zgradili obrambno obzidje okoli kopenske strani mesta. Londonski zid je preživel še nadaljnjih 1600 let in je na splošno določal obod starega londonskega Cityja.

## Ime
Etimologija imena Londinium ni znana. Po psevdozgodovinski Zgodovini britanskih kraljev Geoffreyja iz Monmoutha je bila dolgo objavljena kot izpeljanka od istoimenskega ustanovitelja po imenu Lud, Helijevega sina. Ni dokazov, da bi taka figura obstajala. Namesto tega je latinsko ime verjetno temeljilo na domačem britskem krajevnem imenu, rekonstruiranem kot *Londinion. Oblikoslovno to kaže na strukturo dveh pripon: -in-jo-. Vendar pa rimski Londinium ni bil neposredni vir angleškega London (Lunden), saj bi mutacija i povzročila, da je bilo ime Lyndon. To nakazuje na alternativno britsko obliko Londonion; alternativno je lokalna izgovorjava v britanski latinščini morda spremenila izgovorjavo Londiniuma v Lundeiniu ali Lundein, s čimer bi se prav tako izognili i-mutaciji v stari angleščini. Seznam 28 britanskih mest, vključenih v Zgodovino Britancev iz 9. stoletja, natančno omenja London v stari valižanščini kot Cair Lundem ali Lundein.
Londinium se v britanski angleščini izgovarja /lʌnˈdɪniəm/ lun-DIN-ee-əm, v klasični latinščini pa [ɫɔnˈdɪniʊ̃ː].

## Lega
Mesto je varovalo mostišče Rimljanov na severnem bregu Temze in glavno cestno povezavo kmalu po invaziji. Središče je bilo na Cornhillu in reki Walbrook, vendar se je razširilo proti zahodu do hriba Ludgate in vzhodno do hriba Tower Hill. Tik pred rimsko osvojitvijo so to območje izpodbijali Catuvellauni s sedežem na zahodu in Trinovante s sedežem na vzhodu; mejilo je na kraljestvo Cantiacev na južnem bregu Temze.
Rimsko mesto je nazadnje pokrivalo vsaj območje londonskega Cityja, katerega meje so v veliki meri opredeljene z nekdanjim obzidjem. Londiniumova obala na Temzi je potekala od okrog Ludgate Hilla na zahodu do današnjega Towera na vzhodu, približno 1,5 kilometra. Severni zid je dosegel Bishopsgate in Cripplegate blizu nekdanjega mesta Londonskega muzeja, smer, ki jo zdaj označuje ulica Londonski zid. Pokopališča in predmestja so obstajala zunaj ožjega mesta. Zahodno od mesta je bil okrogel tempelj, čeprav njegova posvetitev ostaja nejasna.
Znatna predmestja so obstajala v St Martin-in-the-Fields v Westminstru in okoli južnega konca mostu čez Temzo v Southwarku, kjer so izkopavanja leta 1988 in 2021 razkrila dovršeno zgradbo z lepimi mozaiki in stenami s freskami iz leta 72 našega štetja. Napisi kažejo, da je bil tam Izidin tempelj.

## Status
Londinium je zrasel kot vicus in kmalu postal pomembno pristanišče za trgovino med Rimsko Britanijo in rimskimi provincami na celini. Tacit je zapisal, da so v času vstaje Boudike »Londinij ... čeprav se ni razlikoval po imenu 'kolonija', pogosto obiskovalo veliko trgovcev in trgovskih plovil«.
Odvisno od časa nastanka je skromnost prvega foruma Londiniuma morda odražala njegov zgodnji povišan status v mesto (municipij) ali pa odražala upravno koncesijo nizkemu, a pomembnemu rimsko-britanskemu naselju. Skoraj zagotovo je dobil status kolonije (colonia) pred popolno prenovo mestnega načrta ulic, ki je spremljal postavitev velikega drugega foruma okoli leta 120.
V tem času je bila tudi britanska provincialna uprava skoraj zagotovo preseljena v Londinium iz Camulodunuma (danes Colchester v Essexu). Natančen datum te spremembe ni znan in noben ohranjeni vir izrecno ne navaja, da je bil Londinium »prestolnica Britanije«, vendar obstaja več močnih znakov tega statusa: najdeni so bili strešniki iz 2. stoletja z oznako »Prokurator« oz. »Publikan province Britanije v Londiniumu« so odkrili ostanke guvernerjeve palače in nagrobnikov, ki so pripadali guvernerjevemu osebju, mesto pa je bilo dobro obranjeno in oboroženo, z novim vojaškim taborom, postavljenim v začetku 2. stoletje v utrdbi na severozahodnem robu mesta, kljub temu da je bila daleč od vsake meje. Čeprav je besedilo nekoliko popačeno, seznam škofov za koncil v Arlesu iz leta 314 nakazuje, da sta Restitut ali Adelphius prišla iz Londiniuma. Zdi se, da je bilo mesto po Dioklecijanovi reformi okoli leta 300 sedež škofijskega vikarja in enega izmed deželnih glavarjev; do leta 368 so ga preimenovali v Augusta - običajni vzdevek glavnih mest provinc.

## Zgodovina

### Ustanovitev
Za razliko od mnogih mest Rimske Britanije, Londinium ni bil postavljen na mestu domorodne naselbine ali oppiduma. Pred prihodom rimskih legij je bilo to območje skoraj zagotovo rahlo valovito odprto podeželje, ki so ga prečkali številni potoki, ki so zdaj pod zemljo. Ptolemaj ga navaja kot eno od mest Cantiakov, toda Durovernum (rimski Canterbury) je bil njihova plemenska prestolnica (civitas). Možno je, da je pred mestom stal kratkotrajni rimski vojaški tabor, vendar so dokazi omejeni in ta tema ostaja predmet razprave.
Arheologinja Lacey Wallace ugotavlja: »Ker v Londonu kljub obsežnim arheološkim izkopavanjem niso našli nobenih naselij LPRIA ali večjih gospodinjskih odpadkov, so argumenti za povsem rimski temelj Londona zdaj pogosti in nesporni«. Zdi se, da je latinsko ime mesta izpeljano iz prvotno britskega in pomembnih predrimskih najdb v Temzi, zlasti Battersea Shield (Chelsea Bridge, morda 4. stoletje pr. n. št.) in Wandsworthov ščit (morda 1. stoletje pr. n. št.), za oba se domneva, da sta bila votivna darova, odložena par milj gorvodno od Londiniuma, kažejo, da je bilo splošno območje prometno in pomembno. Predlagano je bilo, da je bilo območje tam, kjer se je sekalo več ozemelj. V tistem delu reke je bil verjetno brod; druge rimske in keltske najdbe kažejo, da je bilo to mesto, kjer je morda prišlo do nasprotnega križanja, ki ga opisuje Julij Cezar leta 54 pr. n. št.
Londinium se je razširil okoli točke na reki Temzi, ki je bila dovolj ozka za gradnjo rimskega mostu, vendar še vedno dovolj globoka, da je lahko prepeljala morske ladje tega obdobja. Njegova postavitev na Tideway je omogočila lažji dostop ladjam, ki so plule proti toku. Ostanke masivnega opornika za takšen most so našli leta 1981 v bližini sodobnega Londonskega mostu.
Odkrili so nekaj taboriščnih jarkov iz klavdijevskega obdobja, vendar so arheološka izkopavanja, ki jih od leta 1970 izvaja Oddelek za urbano arheologijo v Londonskem muzeju (danes MOLAS), pokazala, da je bila zgodnja naselbina v veliki meri produkt zasebnega podjetja. Odtok za les ob glavni rimski cesti, izkopan na št. 1 Perutnina, je bil z dendrokronologijo datiran v leto 47 našega štetja.
Po svoji ustanovitvi sredi 1. stoletja je zgodnji rimski London zasedal razmeroma majhno območje, približno 1,4 km² ali približno območje današnjega Hyde Parka. Arheologi so v tem obdobju odkrili veliko blaga, uvoženega iz celotnega Rimskega cesarstva, kar kaže na to, da je bil zgodnji rimski London zelo svetovljanska skupnost trgovcev iz vsega cesarstva in da so za takšne predmete obstajali lokalni trgi.

### Ceste
Od petnajstih britanskih cest, zabeleženih v Antoninovem itinerariju iz 2. ali 3. stoletja, jih je sedem vodilo v Londinium ali iz njega. Večina teh je bila zgrajena blizu časa ustanovitve mesta okrog leta 47 našega štetja. Ceste so zdaj znane po valižanskih ali staroangleških imenih, saj so bila njihova prvotna rimska imena izgubljena zaradi pomanjkanja pisnih in napisanih virov. (Drugje je bilo običajno, da so ceste poimenovali po cesarju, med čigar vladavino so bile dokončane, vendar se zdi, da je bilo zaradi števila in bližine poti, dokončanih v času Klavdija, to v primeru Britanije nepraktično.)
Zdi se, da je cesta iz kentskih pristanišč Rutupiae (Richborough), Dubris (Dover) in Lemanis (Lympne) prek Durovernuma (Canterbury) najprej prečkala Temzo pri naravnem prehodu blizu Westminstra, preden je bila preusmerjena proti severu do novega mostu v Londonu. Rimljani so omogočili, da cesta prečka močvirnat teren brez posedanja, tako da so položili podlago iz enega do treh slojev hrastove hlodovine. Ta pot, zdaj znana kot Watling Street, je potekala skozi mesto od mostišča v ravni črti, da bi se ponovno povezala s svojim severnim podaljškom proti Viroconiju (Wroxeter) in legijski bazi v Deva Victrix (Chester). Velika cesta je potekala severovzhodno čez Old Ford do Camulodunuma (Colchester) in od tod severovzhodno po cesti Pye do Venta Icenorum (Caistor St Edmund). Ulica Ermine je potekala severno od mesta do Linduma (Lincoln) in Eboracuma (York). Hudičeva cesta (angleško Devil's Highway) je povezovala Londinium s Callevo (Silchester) in njegove ceste do točk proti zahodu preko mostov blizu sodobnega Stainesa. Manjša cesta je vodila proti jugozahodu do glavnega mestnega pokopališča in starih poti do pretoka v Westminstru. Ulica Stane do Noviomagusa (Chichester) ni dosegla Londiniuma v pravem pomenu besede, ampak je potekala od mostišča v južnem predmestju pri Southwarku. Te ceste so bile široke od 12–20 m.
Po njegovi rekonstrukciji v 60. letih našega štetja so se ulice večinoma držale mreže. Glavne ulice so bile široke 9–10 m, medtem ko so bile stranske ulice običajno široke približno 5 m.

### Boudika
Leta 60 ali 61 našega štetja, nekaj več kot deset let po ustanovitvi Londiniuma, je umrl kralj Icenov. Verjetno so ga ustoličili Rimljani po neuspelem uporu Icenov proti razorožitvi zavezniških plemen Publija Ostorija Skapule leta 47 ali pa je med tem uporom pomagal Rimljanom proti pripadnikom njegovega plemena. Njegova oporoka je razdelila njegovo bogastvo in zemljišča med Rim in njegovi dve hčerki, vendar je rimsko pravo prepovedovalo dedovanje žensk in postalo je običajna praksa, da se zavezniška kraljestva obravnavajo kot dosmrtne posesti, ki so bile priključene po vladarjevi smrti, kot se je zgodilo v Bitiniji in Galatija. Rimski finančniki, vključno s Seneko, so takoj odpoklicali vsa kraljeva neporavnana posojila in provincialni prokurator je zaplenil premoženje tako kralja kot njegovih plemičev. Tacit piše, da so jo Rimljani, ko je kraljeva žena Boudika nasprotovala, bičali, posilili njeni dve hčerki in zasužnjili plemiče in sorodnike. Boudika je nato vodila neuspeli upor proti rimski oblasti.
Dvesto slabo opremljenih mož je bilo poslanih, da branijo glavno mesto province in rimsko kolonijo v Camulodunumu, verjetno iz garnizije v Londiniumu. Iceni in njihovi zavezniki so jih premagali in uničili mesto. 9. legija pod vodstvom Kvinta Petilija Cerialisa, ki je prihajala južno od Fossejeve poti, je padla v zasedo in bila uničena. Prokurator Catus Decianus je medtem pobegnil s svojim zakladom v Galijo, verjetno preko Londiniuma. Gaius Suetonius Paulinus je vodil 14. in 20. legijo pri rimski osvojitvi Angleseyja; ko je izvedel za vstajo, se je takoj vrnil po cesti Watling z legijsko konjenico. Zgodnji zgodovinski zapis o Londonu se pojavi v Tacitovem poročilu o njegovih dejanjih po prihodu in najdbi države 9. legije:

Sprva je [Paulinus] okleval, ali naj tam stoji in se bori. Sčasoma sta se njegova številčna inferiornost – in cena, ki jo je očitno plačala nepremišljenost poveljnika divizije – odločila, da žrtvuje eno samo mesto Londinium, da bi rešil provinco kot celoto. Svetonija, ki ga žalovanje in pozivi niso ganili, je dal znak za odhod. Prebivalci so ga smeli spremljati. Toda tiste, ki so ostali, ker so bile ženske, ali stare ali navezane na kraj, je sovražnik poklal.
Izkopavanja so razkrila obsežne dokaze o uničenju zaradi požara v obliki plasti rdečega pepela pod mestom v tem času. Svetonij se je nato vrnil k počasnejši pehoti legij, ki se je srečala z vojsko Icenov in jo premagala ter pobila kar 70.000 mož in privržencev tabora. ObstPavlinaja dolgoletno ljudsko prepričanje, da se je ta bitka zgodila pri King's Crossu, preprosto zato, ker je bil kot srednjeveška vas znan kot Battle Bridge. Svetonijev beg nazaj k svojim možem, uničenje Verulamiuma (St. Albans) in bitka kmalu zatem na »kraju z ozkimi čeljustmi, podprtem z gozdom«, govorijo proti tradiciji in nobena podporna arheologija dokazi še niso bili odkriti.

### 1. stoletje
Po plenjenju mesta s strani Boudice in njenem porazu je bila na Plantation Placeu na Cornhillu zgrajena velika vojaška utrdba, ki je pokrivala 15.000 m², s 3 m visokimi brežinami in obdana s 3 m globokimi dvojnimi jarki. Zgrajena je bila kot nujna rešitev za zaščito pomembne trgovine Londiniuma in pomoč pri obnovi mesta. Obvladovala je mesto in ležala nad glavno cesto v Londinium ter nadzorovala promet z Londonskega mostu in na reki. Več velikih gradbenih projektov v tem času, kot so ceste, nov pomol in stroj za dviganje vode, kažejo, da je imela vojska ključno vlogo pri obnovi. Utrdba je bila v uporabi manj kot 10 let.
Mesto je bilo sčasoma ponovno zgrajeno kot načrtovano rimsko mesto, njegove ulice so se na splošno držale mreže, ki je bila nagnjena zaradi glavnih cest, ki so peljale od mostišča, in zaradi sprememb v trasi, ki so jih povzročili prehodi čez lokalne potoke. Okrevalo je po približno desetletju.
Prvi forum je bil zgrajen v 70. ali 80. letih in je bil izkopan, kar je pokazalo, da je imel odprto dvorišče z baziliko in več trgovinami okoli nje, ki so skupaj merile približno 100 m × 50 m. Bazilika bi delovala kot upravno središče mesta, kjer bi obravnavali pravne primere in bi imeli sedež lokalnega senata mesta. Oblikovala je severno stran foruma, katerega južni vhod je bil na severni strani križišča sedanjih ulic Gracechurch, Lombard in Fenchurch. Forumi drugje so običajno imeli meščanski tempelj, zgrajen znotraj zaprtega tržnega območja; Britanska mesta običajno tega niso imela, namesto tega so nekje znotraj bazilike postavili manjše svetišče za rimske službe. Zdi se, da je prvi forum v Londiniumu imel poln tempelj, vendar postavljen zunaj, zahodno od foruma.
Do preloma stoletja je imel Londinium morda okoli 60.000 ljudi in je zamenjal Camulodunum (Colchester) kot glavno mesto province. Velika stavba, odkrita v bližini postaje Cannon Street, ima temelje iz tega obdobja in domneva se, da je bila guvernerjeva palača. Ponašala se je z vrtom, bazeni in več velikimi dvoranami, od katerih so bile nekatere okrašene z mozaičnimi tlemi. Stala je na vzhodnem bregu zdaj pokrite reke Walbrook, blizu mesta, kjer se zlije s Temzo. Londonski kamen je bil morda prvotno del glavnega vhoda v palačo. Drugo najdišče iz tega obdobja je kopališče (terme) na Huggin Hillu, ki je ostalo v uporabi, preden je bilo porušeno okoli leta 200. Bordeli so bili zakoniti, vendar obdavčeni.

### Pristanišče
Velik pristaniški kompleks na obeh bregovih v bližini Londonkega mostu je bil odkrit v 1980-ih. Večji del rimskega pristanišča je bil hitro obnovljen po Boudicinem uporu, ko so obrežje razširili s prodom, da so lahko zgradili močan pomol, pravokoten na obalo. Pristanišče je bilo zgrajeno v štirih odsekih, ki se začnejo gorvodno od Londonskega mostu in se spuščajo proti Walbrooku v središču Londiniuma. Širitev cvetočega pristanišča se je nadaljevala v 3. stoletju. Ostanki oklepov, usnjeni jermeni in vojaški žigi na gradbenem lesu kažejo, da so mesto zgradili mestni legionarji. Večji uvoz je vključeval fino keramiko, nakit in vino. Znani sta le dve veliki skladišči, kar nakazuje, da je Londinium deloval kot živahno trgovsko središče in ne kot skladišče za oskrbo in distribucijsko središče, kot je Ostia blizu Rima.

### 2. stoletje
Cesar Hadrijan je leta 122 obiskal Londinium. Impresivne javne stavbe iz približno tega obdobja so bile morda sprva zgrajene med pripravami na njegov obisk ali med obnovo, ki je sledila Hadrijanovemu požaru. Tako imenovani požar ni omenjen v nobenem zgodovinskem viru, vendar je bil sklepan na podlagi dokazov o obsežnem sežigu, ki so ga odkrili arheologi na več lokacijah izkopavanj okoli londonskega Cityja. Najboljši dokaz o datiranju tega dogodka(-ov) izhaja iz sežganih zalog neprodane keramike Terra Sigilatta, ki jo je mogoče datirati v ok. 120–125. Te so našli v uničenih skladiščih ali trgovinah v Regis House in Bucklersbury. Hadrianove požarne horizonte običajno datiramo v obdobje okoli 120. do 130. let, vendar je težko dokazati, da so sodobni, in ostaja nekaj negotovosti glede tega, ali kažejo na en sam velik požar ali na niz manjših požarov. Ogenj je uničil precejšnja območja mesta na območju severno od Temze, vendar se zdi, da ni poškodoval številnih večjih javnih zgradb. Obstaja zelo malo dokazov, ki bi kazali na podoben sežig v sosednjem naselju Southwark. Hadrijanov požar (ali požari) se običajno domneva, da je bil naključen, domneva pa se tudi, da bi lahko bil povezan z epizodo političnih pretresov.
V zgodnjem 2. stoletju je bil Londinium na vrhuncu, ko si je opomogel od požara in je ponovno imel med 45.000 in 60.000 prebivalcev okoli leta 140, z veliko več kamnitimi hišami in javnimi stavbami. Nekatera območja so bila tesno posejana z meščanskimi hišami (domus). Mesto je imelo napeljano vodo in »dokaj sofisticiran« drenažni sistem. Guvernerjevo palačo so obnovili in okoli prejšnjega foruma so v obdobju 30 let od približno 90 do 120 zgradili razširjeni forum v kvadrat, ki je meril 168 m × 167 m. Trinadstropna bazilika je bila verjetno vidna po mestu in je bila največja v imperiju severno od Alp; tržnica se je kosala s tistimi v Rimu in je bila največja na severu pred Augusto Treverorum (Trier, Nemčija). Mestni Jupitrov tempelj je bil prenovljen, postavljena so bila javna in zasebna kopališča in okoli leta 120 je bila postavljena utrdba (arx), ki je vzdrževala mestno garnizijo severozahodno od mesta. Utrdba je bila kvadratna (z zaobljenimi vogali) in je merila več kot 200 m × 200 m in je pokrivala več kot 4,9 ha. Vsaka stran je imela osrednjo vratarnico, na vogalih in na točkah vzdolž vsakega obzidja pa so bili postavljeni kamniti stolpi.
Londiniumov amfiteater, zgrajen leta 70, je bil v Guildhallu. Ko so Rimljani odšli v 4. stoletju, je bil amfiteater več sto let zapuščen. V 11. stoletju je bilo območje ponovno zasedeno, do 12. stoletja pa je bila ob njem zgrajena prva cehovska hiša (Guildhall).
Tempeljski kompleks z dvema rimsko-britanskima templjema je bil izkopan na Empire Square, Long Lane, Southwark v letih 2002/2003. Tam je bila velika hiša morda gostišče. V tempeljskem kompleksu so odkrili marmorno ploščo s posvetilom bogu Marsu. Napis omenja Londiniensi ('Londončani'), najzgodnejša znana referenca, ki poimenuje prebivalce Londona.
Do druge polovice 2. stoletja je imel Londinium veliko velikih, dobro opremljenih kamnitih stavb, od katerih so bile nekatere bogato okrašene s stenskimi poslikavami in talnimi mozaiki ter imeli podtalne hipokavste. Rimska hiša v Billingsgateu je bila zgrajena ob obali in je imela lastno kopalnico.
Zdi se, da se je Londinium v drugi polovici 2. stoletja zmanjšal po velikosti in prebivalstvu. Vzrok je negotov, a kuga velja za verjetno, saj je zabeleženo, da je antoninova kuga zdesetkala druga območja zahodne Evrope med letoma 165 in 190. Konec imperialne ekspanzije v Veliki Britaniji po Hadrijanovi odločitvi, da zgradi svoje obzidje, je morda škodoval tudi gospodarstvu mesta. Čeprav je Londinium ostal pomemben do konca rimskega obdobja, ni prišlo do nadaljnje širitve. Londinium je ostal dobro poseljen, saj so arheologi ugotovili, da je bil velik del mesta po tem datumu prekrit s temno zemljo, ki se je skozi stoletja relativno nemoteno kopičila.

### Londonsko obzidje
Nekaj časa med letoma 190 in 225 so Rimljani zgradili londonsko obzidje, obrambno steno iz kamna okoli kopnega dela mesta. Poleg Hadrijanovega zidu in cestnega omrežja je bil Londonski zid eden največjih gradbenih projektov, izvedenih v rimski Britaniji. Zid je bil prvotno dolg približno 5 km, visok 6 m in debeline 2,5 m. Njegov suhi jarek (fossa) je bil približno 2 m globok in 3–5 m širok. V 19. stoletju je Charles Roach Smith ocenil njegovo dolžino od stolpa zahodno do Ludgata na približno 1,6 km, njegovo širino od severne stene do brega Temze pa na približno polovico te.
Poleg majhnih stranskih vrat za pešce, kot so tista pri Tower Hillu, je imel štiri glavna vrata: Bishopsgate in Aldgate na severovzhodu na cestah v Eboracum (York) in v Camulodunum (Colchester) ter Newgate in Ludgate na zahodu ob cesta, ki se je delila za potovanje v Viroconium (Wroxeter) in Calleva (Silchester) ter na drugi cesti, ki je potekala ob Temzi do glavnega mestnega pokopališča in starega prelaza v Westminstru. Obzidje je delno izkoristilo obstoječo vojaško utrdbo, njegovo zunanje obzidje pa je bilo okrepljeno z drugo plastjo kamna, da se je ujemala s preostalim delom tal. Utrdba je imela dvoja vrata – Cripplegate na severu in druga na zahodu – vendar ta niso bila ob glavnih cestah. Aldersgate je bila sčasoma dodana, morda za zamenjavo zahodnih vrat utrdbe. (Imena vseh teh vrat so srednjeveška, saj so jih še naprej občasno prenavljali in zamenjali vse do njihovega rušenja v 17. in 18. stoletju, da bi omogočili razširitev cest. Obzidje je sprva pustilo breg reke nebranjeno: to je bil popravljen v 3. stoletju.
Čeprav razlog za gradnjo zidu ni znan, ga nekateri zgodovinarji povezujejo z invazijo Piktov v 180-ih letih. Drugi ga povezujejo s Klodijem Albinom, britanskim guvernerjem, ki je poskušal uzurpirati Septimija Severa v 190-ih. Zid je preživel še 1600 let in še vedno približno opredeljuje obod londonskega Cityja.
Leta 2023 je bil del obzidja na mestnem obzidju v muzeju Vine Street odprt za javnost.

### 3. stoletje
Septimij Sever je leta 197 premagal Albina in kmalu zatem razdelil provinco Britanije na zgornjo in spodnjo polovico, pri čemer je prvo nadziral novi guverner v Eboracumu (York). Kljub manjšemu upravnemu območju je gospodarska spodbuda, ki so jo zagotovili zid in pohodi Septimija Severa v Kaledoniji, nekoliko oživila bogastvo Londona v zgodnjem 3. stoletju. Severozahodna utrdba je bila opuščena in razstavljena, vendar arheološki dokazi kažejo na obnovljeno gradbeno dejavnost iz tega obdobja. Londonski mitrej, ki so ga ponovno odkrili leta 1954, je iz okoli leta 240, ko je bil postavljen na vzhodnem bregu na začetku plovbe po reki Walbrook, približno 200 m od Temze.

### 4. stoletje
Po uporu je Dioklecijanova reforma poskrbela za prestrukturiranje britanske uprave. Londinium naj bi bil splošno glavno mesto ene od njih, vendar ostaja nejasno, kje so bile nove province, ali so bile sprva skupaj tri ali štiri in ali je Valentia predstavljala peto provinco ali preimenovanje starejše. V 12. stoletju je Gerald Walesski navedel Londonijo kot glavno mesto Flavije, potem ko je dal Britannia Prima (Wales) in Secunda (Kent) ločiti od ozemlja Zgornje Britanije. Sodobni učenjaki pogosteje navajajo Londinium kot prestolnico Maxima Caesariensis na podlagi predpostavke, da bi prisotnost škofijskega vikarja v Londonu zahtevala, da bi guverner province prehitel druge.
Zdi se, da sta guvernerjeva palača in stari veliki forum okoli leta 300 izginila iz uporabe, na splošno pa se zdi, da je bila prva polovica 4. stoletja čas uspešne Britanije, saj se zdi, da so posestva vil v okolici Londona v tem obdobju doživela razcvet. Londonski mitrej je bil ponovno posvečen, verjetno Bakhu. Seznam 16 londonskih 'nadškofov' je v 12. stoletju zabeležila Jocelyne iz Furnessa in trdila, da je bila mestna krščanska skupnost ustanovljena v 2. stoletju pod legendarnim kraljem Lucijem in njegovimi misijonarskimi svetniki Faganom, Deruvianom, Elvanom in Medwinom. Sodobni zgodovinarji menijo, da nič od tega ni verodostojno, toda čeprav je ohranjeno besedilo problematično, se zdi, da bodisi škof Restitut bodisi Adelfij na koncilu v Arlesu leta 314 izvirata iz Londiniuma.
Lokacija prvotne stolnice v Londiniumu je negotova. Današnjo stavbo St Peter upon Cornhill je zasnoval Christopher Wren po velikem požaru leta 1666, vendar stoji na najvišji točki na območju starega Londiniuma in srednjeveške legende so jo povezovale z najzgodnejšo krščansko skupnostjo v mestu. Vendar pa je vzhodni konec cerkve sv. Petra in njegov veliki oltar prav tako postavljen nad območjem, kjer so imele nekatere bazilike tistega obdobja prostor za pogansko svetišče (znan tudi kot aedes). Wheeler je predlagal, da bi bila na njenem mestu morda ustanovljena krščanska cerkev in da je to pojasnilo poznejše srednjeveške legende. Možen obstoj svetišča potrjujejo izkopavanja iz 19. stoletja pod ulico Gracechurch, ki je neposredno ob vzhodnem koncu cerkve. Ta so odkrila sosednjo sobo, pokrito z rumenimi ploščami s črno obrobo, »s tlemi v obliki mozaika, kar nakazuje, da je morda imela višji status od običajnega, morda je delovala kot predprostor za aede ali svetišče«. Poravnava cerkve je blizu linij bazilike, zamaknjena je le za dve stopinji, in možno je, da je spodnja konstrukcija za podporo uporabila suho masivno zidno strukturo bazilike iz 2. stoletja.
Če bi bila cerkev sv. Petra zgrajena v rimskem obdobju, bi bila cerkev sodobna morebitni rimsko-britanski cerkvi v Silchestru, ki je bila podobno zgrajena ob rimski baziliki in je najverjetneje stara pred Konstantinom. London je zagotovo imel krščansko skupnost leta 314, ko se je škof Restitut udeležil koncila v Arlesu. Ta skupnost je morala imeti neko zbirališče in razen cerkve svetega Petra ni bila predlagana nobena druga lokacija, niti v antiki niti v moderni dobi. Obstaja pa nekaj nasprotujočih si dokazov za teorijo, da je bila cerkev sv. Petra namerno postavljena nad prostor poganskega svetišča. Trenutne raziskave kažejo, da je bilo zgodnje angleške krščanske cerkve zelo redko ustanovljeno v poganskih templjih in da se je to zgodilo pozneje, ko so templje spremenili v cerkve, v poznem 6. stoletju in naprej. To je veljalo tudi drugod po rimskem imperiju; na primer v Rimu. V tem času so nekdanje povezave z najdišči verjetno zamrle. Obstaja več dokazov, da so se zgodnje angleške krščanske cerkve srečevale v zasebnih domovih in da so tudi nekatere rimske vile preuredile prostore v namenske prostore za krščansko bogoslužje.
Leta 1995 so na Tower Hillu odkrili veliko in okrašeno stavbo iz 4. stoletja: zgrajena nekje med letoma 350 in 400, se zdi, da posnema stolnico sv. Ambroža v cesarski prestolnici v Milanu v še večjem obsegu. Bila je približno 100 m dolga in približno 50 m široka. Izkopavanja Davida Sankeyja iz MOLAS-a so pokazala, da je bila zgrajena iz kamna, vzetega iz drugih stavb, vključno z oblogo iz črnega marmorja. Verjetno je bila posvečena sv. Pavlu.
Od leta 340 naprej so severno Britanijo vedno znova napadali Pikti in Gelci. Leta 360 je obsežen napad prisilil cesarja Julijana, da je poslal vojsko, da bi se spopadla s težavo. Približno v istem času so bila vložena velika prizadevanja za izboljšanje obrambe Londiniuma. Vsaj 22 polkrožnih stolpov je bilo dodanih mestnemu obzidju, da bi zagotovili ploščadi za baliste in sedanje stanje rečnega obzidja kaže na hitro popravilo v tem času. Leta 367 je velika zarota videla usklajeno invazijo Piktov, Gelcev in Sasov, združenih z uporom čet ob zidu. Grof Teodozij se je s tem problemom ukvarjal v naslednjih nekaj let, pri čemer je kot svojo bazo uporabil Londinium, takrat znan kot Augusta. Morda se je na tej točki ena od obstoječih provinc preimenovala v Valencijo, čeprav jo poročilo o Teodozijevih dejanjih opisuje kot provinco, ki je bila odvzeta sovražniku.
Leta 382 je cesar Magn Maksim organiziral vse britanske enote in se poskušal uveljaviti kot zahodni cesar. Dogodek je bil očitno pomemben za Britance, saj bo Macsen Wledig ostal glavna osebnost v valižanski folklori in več srednjeveških valižanskih dinastij je trdilo, da izvirajo od njega. Verjetno je bil odgovoren za novo londonsko cerkev v 370-ih ali 380-ih. Sprva je bil uspešen, vendar ga je v bitki pri Save leta 388 premagal Teodozij I. Zdi se, da je bil v naslednjem desetletju v nekem trenutku zgrajen dodaten del rečnega zidu blizu Tower Hilla dlje od obale.

### 5. stoletje
Ker je v Britaniji ostalo le nekaj vojakov, so številna rimsko-britanska mesta - vključno z Londiniumom - v naslednjih nekaj desetletjih drastično propadla. Številne londonske javne stavbe so do tega trenutka propadle in izkopavanja pristanišča kažejo znake hitre opustitve. Med letoma 407 in 409 je veliko število barbarov prevzelo Galijo in Hispanijo, kar je resno oslabilo komunikacijo med Rimom in Britanijo. Trgovina je propadla, uradniki so ostali neplačani in rimsko-britanske čete so izvolile svoje voditelje. Konstantin III. se je razglasil za cesarja nad Zahodom in prečkal Rokavski preliv, dejanje, ki se je štelo za rimski umik iz Britanije, saj je cesar Honorij naknadno naročil Britancem, naj se raje obrnejo na lastno obrambo, namesto da pošljejo drugo garnizijo. Ohranjena poročila so skopa in pomešana z valižanskimi in saškimi legendami o Vortigernu, Hengestu, Horsi in Ambroziju Avrelianu. Celo arheološki dokazi o Londiniumu v tem obdobju so minimalni.
Čeprav je ostala na seznamu rimskih provinc, se zdi, da je Rimska Britanija opustila svojo preostalo zvestobo Rimu. Vpadi Ircev, Piktov in Sasov so se nadaljevali, vendar menih Gildas iz 6. stoletja beleži čas razkošja in obilja, ki se včasih pripisuje zmanjšani obdavčitvi. Arheologi so našli dokaze, da je majhno število bogatih družin še naprej ohranjalo rimski način življenja do sredine 5. stoletja, naseljevalo vile v jugovzhodnem kotu mesta in uvažalo razkošje. Srednjeveška poročila trdijo, da so se invazije, ki so vzpostavile Anglosaško Anglijo (Adventus Saxonum), začele resno šele v 440. in 450. letih 13. stoletja. Anglosaška kronika poroča, da so Britanci po porazu v bitki pri Crecganfordu (verjetno Crayford) v strahu pobegnili v Londinium, vendar nič več ni navedeno. Do konca 5. stoletja je bilo mesto večinoma nenaseljena ruševina, njegova velika cerkev na Tower Hillu je bila požgana do tal.
V naslednjem stoletju so prišli Angli, Sasi, Juti in Frizijci ter ustanovili plemenska območja in kraljestva. Območje rimskega mesta je bilo upravljano kot del kraljestva Vzhodnih Sasov – Essex, čeprav saška naselbina Lundenwic ni bila znotraj rimskega obzidja, ampak zahodno v Aldwychu. Šele ob vikinških vdorih v Anglijo je kralj Alfred Veliki naselje preselil nazaj v varno rimsko obzidje, zaradi česar je dobilo ime Lundenburh. Temelji rečnega zidu pa so bili sčasoma spodkopani in so do 11. stoletja popolnoma propadli. Ohranil se je spomin na prejšnjo naselbino: na splošno jo identificirajo kot Cair Lundem, ki je prišteta med 28 britanskih mest, vključenih v Zgodovino Britancev (Historia Brittonum), ki se tradicionalno pripisujejo Neniju.

## Izkopavanje
Številne ruševine ostajajo zakopane pod Londonom, čeprav jih je težko razumeti. Zaradi londonske geologije, ki je sestavljena iz globoke plasti opeke, peska in gramoza nad glino Taplow Terrace, je mogoče rimske makadamske ceste prepoznati kot take le, če so bile večkrat preplastene ali če je mogoče slediti razponom gramoza čez več mest. Minimalne ostanke lesenih konstrukcij je zlahka zgrešiti, kamnite stavbe pa lahko pustijo temelje, vendar so jih tako kot pri velikem forumu v srednjem veku in zgodnjem novem času pogosto razstavili za kamen.
Prvi obsežen arheološki pregled rimskega mesta London je bil opravljen v 17. stoletju po velikem požaru leta 1666. Pri prenovi cerkve sv. Pavla na hribu Ludgate, ki jo je izvedel Christopher Wren, niso našli dokazov, ki bi podprli Camdenovo trditev, da je bila zgrajena nad rimsko stavbo templja boginje Diane. Obsežna obnova Londona v 19. stoletju in po nemškem bombardiranju med drugo svetovno vojno je prav tako omogočila, da so se veliki deli starega Londona posneli in ohranili, medtem ko so bile izvedene sodobne posodobitve. Gradnja londonske borze premoga je privedla do odkritja rimske hiše v Billingsgateu leta 1848.
V 1860-ih so izkopavanja Augustusa Pitta Riversa odkrila veliko število človeških lobanj in skoraj nobenih drugih kosti v strugi Walbrooka. Odkritje spominja na odlomek v psevdozgodovinski zgodovini britanskih kraljev Geoffreyja iz Monmoutha, kjer je Asklepiodot oblegal zadnje ostanke uzurpatorjeve Allectusove vojske v "Londoniji". Potem ko je mestno obzidje razbil z oblegovalnimi napravami, ki so jih zgradili zavezniški Britanci, je Asklepiodot sprejel poveljnikovo vdajo le zato, da so Benečani planili nanje, jih obredno obglavili in glave vrgli v reko »Gallemborne«. Asklepiodotovo obleganje je bil dejanski dogodek, ki se je zgodil leta 296, vendar nadaljnje najdbe lobanj pod obzidjem iz 3. stoletja kažejo vsaj del pokola pred njegovo gradnjo, zaradi česar jih večina sodobnih učenjakov pripisuje Boudicinim silam.
Leta 1947 je bila odkrita mestna severozahodna utrdba mestne garnizije. Leta 1954 so izkopavanja tistega, za kar se je mislilo, da je bila zgodnja cerkev, namesto tega razkrila Londonski mitrej, ki so ga prestavili, da bi omogočili gradnjo na njegovem prvotnem mestu. Takrat postavljena stavba je bila medtem porušena, tempelj pa je bil vrnjen na nekdanjo lokacijo pod stavbo Bloomberg.
Arheologi so v 1970-ih začeli s prvim intenzivnim izkopavanjem obrežja rimskega Londona. Kar v tem času ni bilo najdenega, je bilo nadzidano, zaradi česar je zelo težko preučevati ali odkrivati karkoli novega. Druga faza arheoloških del je sledila deregulaciji londonske borze leta 1986, kar je privedlo do obsežne nove gradnje v mestnem finančnem okrožju. Od leta 1991 je mnoga izkopavanja izvajala Arheološka služba Londonskega muzeja, čeprav se je leta 2011 po zakonodaji, ki je obravnavala fiasko v gledališču Rose, izločila v ločeno vodeno MOLA.

## Razstavljeno
Večje najdbe iz rimskega Londona, vključno z mozaiki, fragmenti sten in starimi stavbami, so bile prej shranjene v muzejih London in Guildhall Museum. Ti so se po letu 1965 združili v sedanji Muzej Londona, ki je bil od leta 1976 do leta 2022 v bližini Barbican Centra. The Museum of London Docklands, ločena podružnica, ki se ukvarja z zgodovino londonskih pristanišč, je bila odprta na otoku Isle of Dogs leta 2003. Druge najdbe iz rimskega Londona so še vedno v Britanskem muzeju.
Velik del ohranjenega obzidja je srednjeveškega, vendar so odseki iz rimskega obdobja vidni v bližini podzemne postaje Tower Hill, na hotelskem dvorišču na bližnji 8–10 Coopers Row in v vrtovih St Alphege ob ulici Wood Street. Del rečnega zidu je viden znotraj Londonskega Towra. Deli amfiteatra so na ogled pod Guildhall Art Gallery. Jugozahodni stolp rimske utrdbe severozahodno od mesta je še vedno viden na Noble Street. Občasno so rimska najdišča vključena v temelje novih zgradb za prihodnje študije, vendar ti na splošno niso dostopni javnosti.